# Andrea H. Japp
Pour les articles homonymes, voir Baudon.
Andrea H. Japp, pseudonyme de Lionelle Nugon-Baudon, née le 17 septembre 1957 à Paris, est une scientifique et auteure française. « Figure incontestable de la littérature policière », elle a abordé tous les genres, suspense, thriller, historique, nouvelles, comédies, jeunesse, bande dessinée, scénarios de télévision. Ses romans ont été traduits dans de nombreux pays (Angleterre, USA, Allemagne, Italie, Espagne, Portugal, Russie, etc.) et elle est par ailleurs la traductrice française des romans de Patricia Cornwell mettant en scène le personnage de Kay Scarpetta.

## Biographie
Elle fait ses études supérieures à Paris et à Boston. Elle est docteur en biochimie. Elle se forme à la toxicologie au MIT (Massachusetts Institute of Technology, Cambridge, USA, post-Doc) et de retour en France, elle obtient un diplôme de bactériologie de l'Institut Pasteur (Paris). Chercheuse réputée, elle est « Expert auprès de la NASA », chargée de recherches à l'INRA où elle dirige une équipe scientifique. Elle a également été expert auprès d'autres institutions et entreprises privées et chargée de la communication scientifique externe du département "nutrition, alimentation, sécurité alimentaire" de l'INRA (Jouy-en-Josas). Sous son patronyme, elle a publié des ouvrages scientifiques sur l'alimentation, l'environnement et l'écologie :Toxic Bouffe (1996), Maisons toxiques (1999), Ecocitoyen, à vous d’agir (2008).
Elle publie en 1991 son premier roman policier, La Bostonienne, qui remporte le prix du roman policier du Festival de Cognac.
La Femelle de l’espèce est Masque de l’année en 1996 : « Bien construit, tonique, haletant, ce roman noir frappe par la rage contenue, la brutalité rentrée qui le tend de bout en bout. À l’image de son héroïne ». 
Gloria Parker-Simmons, son personnage de femme mathématicienne qui aide le FBI, est emblématique des thèmes qui parcourent son œuvre : « Le plaisir de lecture vient… du développement parfaitement maîtrisé d’une intrigue savoureusement retorse… Plus profondément, c’est la précision psychologique qui retient l’attention. Et la noirceur du monde que décrit Andrea H. Japp, hanté par des êtres repliés sur leurs blessures intimes, enfermés dans leur souffrance et leur solitude. Une douleur et une rage extrêmes que l’auteur exprime avec une particulière violence, animale et charnelle ». «  Elle évacue ainsi les sujets qui l’empoisonnent, elle, dans la vie. Ceux qui la révoltent, la font hurler. Comme les discriminations sous toutes leurs formes, les violences faites aux femmes et aux enfants ».
Sur un registre plus léger, elle aborde également la comédie policière en 1993 avec C.S. Meurtres et La Petite Fille au chien jaune : « Andrea Japp a du tempérament et règle son compte avec verve à l’humeur machiste qui régna longtemps, faute de mieux, sur le marché du crime hexagonal ». Elle reprendra cette veine à partir de 2009 avec la série des « Cinq filles ».
En 1998, elle est membre du jury du Festival du Film policier de Cognac. Elle crée en 1999 au Masque la collection « Noires racines », où elle publie entre autres Brigitte Aubert, Maud Tabachnik, Patrick Raynal. En 2002, elle remporte le prix des Inrockuptibles pour Entretiens avec une tueuse, paru dans cette même collection.
Elle dirige ensuite de 2002 à 2004 la collection Flammarion noir. 
À partir de 2006, elle se lance avec La Dame sans terre -  « … une merveille de fluidité narrative et de finesse psychologique », « Un thriller médiéval mené tambour battant et crinière au vent par l’une de nos « reines du noir »  - dans une série de cycles de romans policiers historiques.

Elle est également auteur de scénarios de téléfilms et de bandes dessinées, et écrit pour la jeunesse.

## Œuvre

### Romans policiers contemporains

#### SérieGloria Parker-Simmons
- La Parabole du tueur, Paris, éditions du Masque, 1996, 308 p.,  (ISBN 2-7024-7840-9), (BNF 35822108). — Réédition : Librairie générale française, coll. « Le Livre de poche » no 14461, Paris, 1997, 283 p.,  (ISBN 2-253-14461-4), (BNF 36705309).
- Le Sacrifice du papillon, Paris, éditions du Masque, 1997, 355 p.,  (ISBN 2-7024-7865-4), (BNF 36170764). Réédition :  Librairie générale française, coll. « Le Livre de poche » no 17106, Paris, 1999, 382 p.,  (ISBN 2-253-17106-9), (BNF 37051801).
- Dans l'œil de l'ange, Paris, éditions du Masque, 1998, 335 p.,  (ISBN 978-2-7024-7871-4)
- La Raison des femmes, Paris, éditions du Masque, 1999, 386 p.,  (ISBN 2-7024-7904-9), (BNF 37048264). Réédition :  Librairie générale française, coll. « Le Livre de poche » no 17129, Paris, 2000, 284 p.,  (ISBN 2-253-17129-8), (BNF 37112710).

Les quatre volumes de cette série ont fait l'objet d'une réédition globale en un volume :
- 1. Le Cycle des Gloria (présentation de Marie-Caroline Aubert : Andrea H. Japp ou le meurtre en équations), Paris, éditions du Masque, coll. « Intégrales », 2001, 958 p.,  (ISBN 2-7024-3006-6)

Postérieurement, Andrea H. Japp a repris ses héros dans l'ouvrage suivant :
- Le Ventre des lucioles, Paris, éditions Flammarion, coll. « Flammarion noir », 2001, 317 p.,  (ISBN 2-08-068241-5), (BNF 37707679). — Réédition : éditions J'ai lu, coll. « J'ai lu : thriller » no 6361, Paris, 2002, 316 p.,  (ISBN 2-290-31999-6), (BNF 38902293).

#### SérieLe Septième Cercle / La Voyageuse
- Le Septième Cercle, Paris, éditions Flammarion, coll. « Kiosque », 1998, 125 p.,  (ISBN 2-08-067591-5), (BNF 36982152). — Réédition : EJL (éditions J'ai lu), coll. « Librio noir » no 312, Paris, 1999, 92 p.,  (ISBN 2-277-30312-7), (BNF 37113597).
- La Voyageuse, Paris, éditions Flammarion, coll. « Kiosque », 1999, 139 p.,  (ISBN 2-08-067661-X), (BNF 36977133). — Réédition : éditions J'ai lu, coll. « J'ai lu : policier » no 5705, Paris, 2000, 125 p.,  (ISBN 2-290-30468-9), (BNF 37203685).

#### SérieHelen Baron
- De l'autre le chasseur, Paris, éditions du Masque, 2001 312 p.,  (ISBN 978-2-7024-7965-0), (BNF 38838781).
- Un violent désir de paix, Paris, éditions du Masque, 2003, 309 p.,  (ISBN 2-7024-7966-9), (BNF 39016362). — Réédition :  Librairie générale française, coll. « Le Livre de poche » no 37137, Paris, 2006, 317 p.,  (ISBN 978-2-253-11650-9), (BNF 40126630)
- Sang premier, Paris, éditions Calmann-Lévy, coll. « Calmann-Lévy suspense », 2005, 379 p.,  (ISBN 2-7021-3528-5), (BNF 39949628). — Réédition :  Librairie générale française, coll. « Le Livre de poche » no 37175, Paris, 2006, 413 p.,  (ISBN 978-2-253-11626-4), (BNF 40952748).

#### SérieDiane Silver
- Dans la tête, le venin, Paris, éditions Calmann-Lévy, 2009, 282 p.  (ISBN 978-2702139677), (BNF 42158262)
- Une ombre plus pâle, Paris, éditions Calmann-Lévy, 2009, 304 p.  (ISBN 978-2-702-14033-8), (BNF 42046016)
- La Mort, simplement, Paris, éditions Calmann-Lévy, 2010, 328 p.  (ISBN 978-2-702-14068-0), (BNF 42121902)

#### SérieCinq filles
- Cinq filles, trois cadavres mais plus de volant, Paris, éditions Marabout, coll. « Girls in the city », 2009, 330 p.,  (ISBN 978-2-501-05806-3), (BNF 41462746).
- Les cadavres n’ont pas froid aux yeux, Paris, éditions Marabout, coll. « Girls in the city », 2012, 226 p.,  (ISBN 978-2-501-07822-1), (BNF 42692944).
- Un cadavre peut en cacher un autre, Paris, éditions Marabout, coll. « Girls in the city », 2013, 315 p.,  (ISBN 978-2-501-07646-3), (BNF 43585434).

#### Autres romans contemporains
- La Bostonienne, Paris, Librairie des Champs-Élysées, coll. « Le Masque » no 2044, 1991, 219 p.,  (ISBN 2-7024-2134-2), (BNF 35465293).
- La Petite Fille au chien jaune (sous le nom de « Andrea Philip Japp », en couverture), Paris, Librairie des Champs-Élysées, coll. « Le Masque » no 2118, 1993, 187 p.,  (ISBN 2-7024-2418-X), (BNF 35641070).
- Elle qui chante quand la mort vient, Paris, Librairie des Champs-Élysées, coll. « Le Masque » no 2119, 1993, 187 p.,  (ISBN 2-7024-2323-X), (BNF 35562998).
- C.S. meurtres (sous le nom de « Andrea Philip Japp », en couverture), Paris, Librairie des Champs-Élysées, coll. « Le Masque » no 2166, sous-collection « Les reines du crime », 1994, 186 p.,  (ISBN 2-7024-2438-4), (BNF 35660584).
- Le Bois aux hyènes, Pézilla-la-Rivière, éditions Car rien n'a d'importance, coll. « Crimes », 1995, 109 p.,  (ISBN 2-87795-062-X), (BNF 35807347).
- La Femelle de l'espèce, Paris, Librairie des Champs-Élysées, coll. « Le Masque » no 2266, Paris, 1996, 218 p., [ISBN erroné selon le catalogue BN-Opale Plus de la Bibliothèque nationale de France], (BNF 35815309). — Réédition : Librairie générale française, coll. « Le Livre de poche » no 7692, 1997, 187 p.,  (ISBN 2-253-07692-9), (BNF 35866200).
- Entretiens avec une tueuse, Paris, éditions du Masque, coll. « Noires racines », 1999, 248 p.,  (ISBN 2-7024-7911-1), (BNF 37090904). — Réédition : Librairie générale française, coll. « Le Livre de poche » no 17199, Paris, 2001, 220 p.,  (ISBN 2-253-17199-9), (BNF 37657256).
- Et le désert, Paris, éditions Flammarion, 2000, 208 p.,  (ISBN 2-08-067811-6), (BNF 37121774). — Réédition : éditions J'ai lu, coll. « J'ai lu » no 6137, Paris, 2002, 189 p.,  (ISBN 2-290-31733-0), (BNF 38817108).
- Le Silence des survivants, Paris, éditions du Masque, 2000, 302 p.,  (ISBN 2-7024-7927-8), (BNF 37114998). — Réédition :  Librairie générale française, coll. « Le Livre de poche » no 17181, Paris, 2001, 219 p.,  (ISBN 2-253-17181-6), (BNF 37635768).
- Le Denier de chair, Paris, éditions Flammarion  (ISBN 2-08-068150-8), 2002
- La Dormeuse en rouge, Paris, EJL (éditions J'ai lu), coll. « Librio noir » no 550, 2002, 92 p.,  (ISBN 2-290-32146-X), (BNF 38894454).
- La Saison barbare, Paris, éditions Flammarion, coll. « Flammarion noir », 2003, 322 p.,  (ISBN 2-08-068152-4), (BNF 39088997). — Réédition : éditions J'ai lu, coll. « J'ai lu : policier » no 7800, Paris, 2005, 347 p.,  (ISBN 2-290-34253-X), (BNF 40043049).
- Enfin un long voyage paisible, Paris, éditions Flammarion, 2005, 254 p.,  (ISBN 2-08-067819-1), (BNF 39922160).
- Barbarie 2.0, Paris, éditions Flammarion, 2014, 400 p.,  (ISBN 978-2-08-130507-6).
- Pas de pissenlit pour le cadavre, édition pygmalion Gérard Watelet  2021  (ISBN 9782756432595)

### Romans policiers historiques

#### SérieLa Dame sans terre
- Tome 1 : Les Chemins de la bête, Paris, éditions Calmann-Lévy, 2006, 375 p.,  (ISBN 978-2-7021-3419-1), (BNF 40117582). — Réédition : Librairie générale française, coll. « Le Livre de poche : policier » no 35034, Paris, 2007, 375 p.,  (ISBN 978-2-253-11676-9), (BNF 41009749).
- Tome 2 : Le Souffle de la rose, Paris, éditions Calmann-Lévy, 2006, 327 p.,  (ISBN 978-2-7021-3420-7), (BNF 40154676). — Réédition :  Librairie générale française, coll. « Le Livre de poche : policier » no 35035, Paris, 2007, 347 p.,  (ISBN 978-2-253-11677-6), (BNF 41040396).
- Tome 3 : Le Sang de grâce, Paris, éditions Calmann-Lévy, 2006, 385 p.,  (ISBN 978-2-7021-3421-4), (BNF 40247256). — Réédition : Librairie générale française, coll. « Le Livre de poche : policier » no 35036, Paris, 2007, 408 p.,  (ISBN 978-2-253-11678-3), (BNF 41084896).
- Tome 4 : Le Combat des ombres, Paris, éditions Calmann-Lévy, 2007, 358 p.,  (ISBN 978-2-7021-3876-2), (BNF 41184418). — Réédition : Librairie générale française, coll. « Le Livre de poche : policier » no 31228, Paris, 2008, 376 p.,  (ISBN 978-2-253-12692-8), (BNF 41430283).

#### SérieDruon de Brévaux
- Tome 1: Aesculapius : Les Mystères de Druon de Brévaux, Paris, éditions Flammarion, 2010, 446 p.  (ISBN 978-2-081-22544-2), (BNF 42142701)
- Tome 2: Lacrimae : Les Mystères de Druon de Brévaux, Paris, éditions Flammarion, 2010, 458p.  (ISBN 978-2-081-22546-6)
- Tome 3: Templa Mentis : Les Mystères de Druon de Brévaux, Paris, éditions Flammarion, février 2011, 472P;  (ISBN 978-2-0812-4869-4)
- Tome 4: In anima vili : Les Mystères de Druon de Brévaux, Paris, éditions Flammarion, mai 2013  (ISBN 978-2-081-27838-7)

#### SérieLes Enquêtes de M. de Mortagne, bourreau
- Tome 1 : Le Brasier de justice, Paris, éditions Flammarion, octobre 2011,  (ISBN 978-2-0812-5664-4).
- Tome 2 : En ce sang versé, Paris, éditions Flammarion, mai 2012,  (ISBN 978-2-0812-5665-1).
- Tome 3 : Le Tour d'abandon, Paris, éditions Flammarion, juillet 2014,  (ISBN 978-2-0812-7837-0).

#### SérieLa Malédiction de Gabrielle
- Tome 1 : Le Fléau de Dieu, Paris, éditions Flammarion, septembre 2015,  (ISBN 978-2-08-135364-0).
- Tome 2 : À l'ombre du diable, éditions Flammarion, octobre 2016,  (ISBN 978-2-08-137522-2).

#### Autres romans policiers historiques
- Monestarium, Paris, éditions Calmann-Lévy, 2007, 350 p.,  (ISBN 978-2-7021-3783-3), (BNF 40998549).
- La Croix de perdition, Paris, éditions Calmann-Lévy, 2008, 358 p.  (ISBN 978-2-7021-3916-5), (BNF 42163680)

### Recueils de nouvelles
- Autopsie d'un petit singe, Paris, Librairie des Champs-Élysées, coll. « Le Masque » no 2371, Paris, 1998, 186 p.,  (ISBN 2-7024-2856-8), (BNF 36703057). — Réédition : Librairie générale française, coll. « Le Livre de poche » no 14580, 1999, 184 p.,  (ISBN 2-253-14580-7), (BNF 37003878).
- Petits Meurtres entre femmes, Paris, éditions J'ai lu, coll. « J'ai lu : policier » no 5986, 2001, 153 p.,  (ISBN 2-290-31247-9), (BNF 37652345)
- Contes d'amour et de rage, Paris, éditions du Masque, 2002, 210 p.,  (ISBN 2-7024-8089-6), (BNF 38921469).
- Un jour, je vous ai croisés, Paris, éditions Calmann-Lévy, 2007, 258 p.,  (ISBN 978-2-7021-3814-4), (BNF 41049818).
- Entre sourires et larmes, Kindle Amazon, 2012

### Bandes dessinées
- Andrea Japp (scénario) et Katou (Bernard, dessins), Portrait de femmes avec tueur, Paris, éditions du Masque, coll. « Petits meurtres », 2001, 118 p.,  (ISBN 2-7024-9362-9), (BNF 37637428)[9]
- Andrea Japp (scénario) et Katou (Bernard, dessins), Le Syndrome de Munchaüsen, Paris, EP éditions, coll. « Petits meurtres », 2003, 71 p.,  (ISBN 2-84810-027-3), (BNF 39107924)

### Ouvrages scientifiques et traductions signés Lionelle Nugon-Baudon
- Toxic-bouffe, Paris, Éditions Jean-Claude Lattès, 1994, 301 p.,  (ISBN 2-7096-1477-4), (BNF 35723537) ; réédition, Paris, Marabout, « Marabout pratiques » no 2757, Paris, 1995, 307 p.,  (ISBN 2-501-02285-8), (BNF 35780827).
- Toxic-bouffe, le dico, Paris, Éditions Jean-Claude Lattès, 1997, 317 p.,  (ISBN 2-7096-1804-4), (BNF 36966590) ; réédition, Paris, J'ai lu, « J'ai lu : Bien-être » no 7216, Paris, 2001, 349 p.,  (ISBN 2-290-30937-0), (BNF 37652763).
- Maison toxique : eau, air, ameublement, plantes, Paris, Flammarion, 1999, 314 p.,  (ISBN 2-08-067542-7), (BNF 37078811) ; réédition, Paris, J'ai lu, « J'ai lu : Bien-être » no 7229, Paris, 2001, 263 p.,  (ISBN 2-290-31174-X), (BNF 37652816) (en collaboration avec Évelyne Lhoste)
- Zoom sur la génétique, Paris, Hachette jeunesse, 1999 ( sous le nom d'Hélène Bosset)
- Zoom sur la nutrition, Paris, Hachette jeunesse, 2000, 48 p.,  (ISBN 2-01-291917-0), (BNF 37210812) (en collaboration avec Évelyne Lhoste)
- Zoom sur la génétique, Paris, Hachette jeunesse, 48 p.  (ISBN 978-2012919051) (sous le nom d'Hélène Bosset)
- Bien se nourrir avec 10 F, Paris, EJL, coll. « Librio » no 506, 2001, 94 p.,  (ISBN 2-290-31577-X), (BNF 38836548)
- Vivre dans une maison saine, Paris, Marabout, 2005, 127 p.,  (ISBN 2-501-04260-3), (BNF 39945760) ; réédition refondue sous le titre Trucs et astuces pour une maison écolo, Paris, Marabout, « Marabout : vie quotidienne » no 1580, Paris, 2008, 252 p.,  (ISBN 978-2-501-05676-2), (BNF 41268281). (en collaboration avec Évelyne Lhoste)
- Régimes : vérités et mensonges, Paris, Marabout, 2007, 220 p.,  (ISBN 978-2-501-04397-7), (BNF 41023695) ; nouvelle édition augmentée Paris, Marabout, « Marabout : santé » no 2935, Paris, 2008, 252 p.,  (ISBN 978-2-501-05692-2), (BNF 41349584). (en collaboration avec Évelyne Lhoste)
- Écocitoyen : à vous d'agir, Paris, Marabout, 2008, 239 p.,  (ISBN 978-2-501-05496-6), (BNF 41200970)
- Trop de sucre, Mark Hyman, Traduction, Editions Marabout, 2013, 476 p,  (ISBN 2501083067)
- Le grand mythe du cholestérol, Dr J. Bowden, Dr S. Sinatra Préface du Dr Michel de Lorgeril, Traduction, Editions Marabout, 2014, 371p,  (ISBN 2501119746)
- 120 recettes pour décrocher du sucre, Dr Jacob Teitelbaum et Chrystle Fiedler, recettes de Deirdre Rawlings, Traduction, Marabout 2015, 384p,  (ISBN 2501100042)

### Jeunesse
- Alien Base, Paris, Hachette Jeunesse, Collection Histoires masquées, 24 p. 1998,   (ISBN 2012098657)
- Le serment d’amour, Cinq récits du Moyen âge, nouvelle Urdin le fétaud, Rageot Éditeur, 2008,  (ISBN 2700233832)
- Le grand livre des doudous, Album, 30 illustrateurs et 30 plumes pour soutenir Enfance et Partage, Gautier-Languereau, 2007,   (ISBN 2013913443)

## Filmographie
- 2001 : Le Disciple, épisode no 6 de la série télévisée française Crimes en série (scénariste)
- 2005 : La Vipère, saison 4, épisode no 5 de la série télévisée française Les Enquêtes d'Éloïse Rome (adaptation d'une nouvelle)
- 2005 : C'était un petit jardin, saison 4, épisode no 6 de la série télévisée française Les Enquêtes d'Éloïse Rome (adaptation d'une nouvelle)
- 2006 : La Maison de ses rêves, saison 1, épisode no 5 de la série télévisée française Sable noir (adaptation d'une nouvelle)
- 2009 : Les Liens du sang, saison 4, épisode no 6 de la série télévisée française Section de recherches (idée originale)

## Traductions
À partir de 1995, alors qu'elle publie depuis quatre ans ses propres romans policiers aux Éditions du Masque, celles-ci lui proposent de traduire en français les romans de Patricia Cornwell mettant en scène Kay Scarpetta. De 1995 à 2004, ces traductions ont été publiées sous le nom de plume d'« Hélène Narbonne », aux Éditions du Masque puis chez Calmann-Lévy. Depuis 2005, à partir de Signe suspect, les traductions des nouveaux romans de la série « Scarpetta » sont publiées sous le nom d'« Andrea H. Japp », tandis que les Éditions des Deux Terres, nouvel éditeur français de la romancière américaine, lui demandent de procéder à de nouvelles traductions des cinq premiers romans de Patricia Cornwell.
Selon Andrea H. Japp, les Éditions du Masque auraient estimé que, par sa formation scientifique, son aisance dans le domaine littéraire et sa bonne connaissance de la langue anglaise (Lionelle Nugon-Baudon ayant séjourné assez longtemps aux États-Unis), elle était compétente pour rapporter en français les « procédés et méthodologies scientifiques assez haut de gamme » utilisés par Patricia Cornwell dans ses œuvres.
Sous le nom de plume d'« Hélène Narbonne » étaient également parues, ponctuellement, trois traductions d'autres auteurs :
- Simon Brett, D'amour et d'eaux troubles (Dead Romantic), Le Masque, 1993
- Shizuko Natsuki, La Promesse de l'ombre, Le Masque, 1994
- Richard Matheson, La Traque (Hunted Past Reason), Flammarion, 2003

## Sources
- Claude Mesplède, Dictionnaire des littératures policières, vol. 2 : J - Z, Nantes, Joseph K, coll. « Temps noir », 2007, 1086 p. (ISBN 978-2-910-68645-1, OCLC 315873361), p. 2-33.